# Świątynia Qingshui

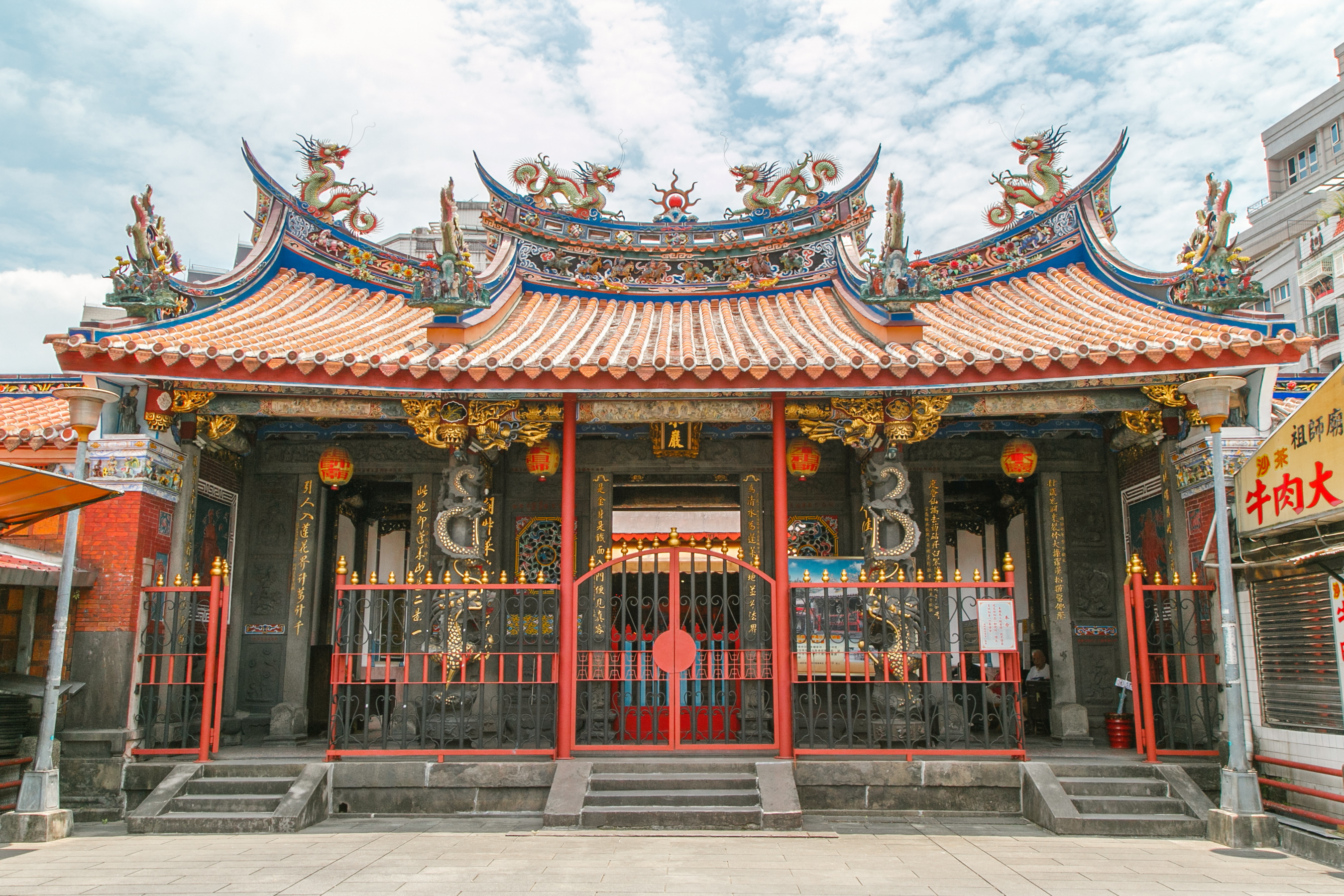
Świątynia Qingshui

Świątynia Qinghsui (chiń. 艋舺清水巖; pinyin Měngxiá Qīngshuǐ Yán; pe̍h-ōe-jī Báng-kah-chheng-chúi-giâm) – świątynia znajdująca się w dzielnicy Wanhua, w Tajpej na Tajwanie. Uważana jest za najpiękniejszy przykład architektury środkowego okresu Qing na wyspie.
Świątynia została wzniesiona w 1787 roku. Oddaje się w niej cześć siedmiu bóstwom, których wizerunki zostały przywiezione przez osadników z Anxi w prowincji Fujian. Najważniejszym z nich jest Qingshui Zushi (清水祖師), znany też jako Zushi Gong (祖師公), ubóstwiony mnich buddyjski z czasów dynastii Song. Z jego posągiem związana jest pewna legenda – nos posągu miał pewnego razu odpaść by ostrzec mieszkańców przed zbliżającym się niebezpieczeństwem, a następnie powrócił na swoje miejsce. W świątyni znajdują się liczne zabytki, po obu stronach wejścia można podziwiać kolumny ozdobione wizerunkami smoków. Pokrywające dach dachówki pochodzą z przełomu XVIII i XIX wieku.